# Алиев, Ашраф Паша оглы
Ашраф Паша оглы Алиев (азерб. Əşrəf Paşa oğlu Əliyev; род. 1986) — азербайджанский борец вольного стиля, член национальной сборной Азербайджана, бронзовый призёр чемпионата мира (2011), серебряный призёр кубка мира по борьбе (2012), серебряный призёр гран-при Германии по борьбе (2012). Участник от Азербайджана на летних Олимпийских играх 2012 года в Лондоне.